# إندو180
إندو180 (بالإنجليزية: Endo180)‏ أو البروتين المشارك لمستقبل مفعل مولد البلازمين نوع يوروكيناز (uPARAP وهو مختصر Urokinase-type Plasminogen Activator Receptor Associated Protein) أو كتلة التمايز 280 (CD280) هو بروتين غشائي مشارك في دوران نسيج خارج الخلية.
فقدان المورثة MRC2 المسؤولة عنه في البقر البلجيكي الأزرق يتسبب بمرض الذيل المعقوف.